# Charles Nicolas Aubé
Pour les articles homonymes, voir Aubé.
Compléments
Président de la Société entomologique de France en 1842 et 1864.
Charles Aubé, né le 6 mai 1802 à Paris et mort le 15 octobre 1869 à Crépy, est un médecin et un entomologiste français.

## Biographie
Il fait des études de pharmacie et fréquente les sorties de botanique autour de Paris organisées par des membres de l’école de pharmacie ou du Muséum. Diplômé en 1824, il se marie en 1826 avec la sœur de Gustave Planche (1808-1857).
Aubé commence à étudier la médecine en 1829 et obtient son titre de docteur en 1836 avec une thèse portant sur la gale. Il participe en 1832 à la fondation de la Société entomologique de France qu’il dirige en 1842 et en 1864.
Il travaille sur certains groupes de coléoptères pour les ouvrages du comte Pierre François Marie Auguste Dejean (1780-1845). Sa collection est actuellement conservée par la Société entomologique de France.

## Liste partielle des publications
Entre 1833 et 1869, Charles Nicolas Aubé a publié 71 notes d'Entomologie, toutes dans les Annales de la Société entomologique de France.
Exemple sur la famille des Histeridae:
- 1833.- Description de deux Coléoptères nouveaux des genres Ptilium et Hister. Annales de la Société entomologique de France, 2: 94-96.
- 1842.- Notes sur quelques Coléoptères nouveaux. Annales de la Société entomologique de France, 11: 225-237.
- 1843.- Description de deux Coléoptères nouveaux appartenant à la faune parisienne. Annales de la Société entomologique de France, (2) 1: 73-76.
- 1850.- Description de quelques insectes Coléoptères appartenant à l'Europe et à l'Algérie. Annales de la Société entomologique de France, (2) 8: 299-346.
- 1868.- Habitudes carnassières du Saprinus virescens. : Annales de la Société entomologique de France, Bull. p. LVI[3].

## Liste des taxa spécifiques décrits
1.- Ptilium trisulcatum Aubé, 1833 - Description de deux Coléoptères nouveaux des genres Ptilium et Hister. Annales de la Société entomologique de France, 2: 94-96.
2.- Hister formicetorum Aubé, 1833 -  idem. (= Dendrophilus pygmaeus (Linnaeus, 1758))